# VCard
vCard, також відомий як VCF (Virtual Contact File) — стандартний формат файлу для візиток. Їх часто приєднують до e-mail-ів, миттєвих сповіщень, текстових сповіщень (MMS), розміщують в Інтернеті, або передають за допомогою QR-кодів. Ці файли типово містять контактні дані як ім'я, адресу, номери телефонів, e-mail, фото тощо.
MIME-type для vCard є text/vcard, хоча існують і інші типи, залежно від версії. Додатково існують аналоги vCard, коли та ж інформація представлена в інших форматах, таких як XML, JSON або HTML.

## Приклад vCard
Наведена візитівка однієї людині у форматі vCard 4.0 (RFC 6350).
```
BEGIN:VCARD
VERSION:4.0
N:Gump;Forrest;;Mr.;
FN:Forrest Gump
ORG:Bubba Gump Shrimp Co.
TITLE:Shrimp Man
PHOTO;MEDIATYPE=image/gif:http://www.example.com/dir_photos/my_photo.gif
TEL;TYPE=work,voice;VALUE=uri:tel:+1-111-555-1212
TEL;TYPE=home,voice;VALUE=uri:tel:+1-404-555-1212
ADR;TYPE=WORK;PREF=1;LABEL="100 Waters Edge\nBaytown\, LA 30314\nUnited States of America":;;100 Waters Edge;Baytown;LA;30314;United States of America
ADR;TYPE=HOME;LABEL="42 Plantation St.\nBaytown\, LA 30314\nUnited States of America":;;42 Plantation St.;Baytown;LA;30314;United States of America
EMAIL:forrestgump@example.com
REV:20080424T195243Z
x-qq:21588891
END:VCARD

```